# Karl Nücker
Karl Nücker (* 14. Januar 1807 in Aachen; † 1896) war ein deutscher Richter und Parlamentarier.

## Leben
Karl (Carl) Nücker studierte an der Rechtswissenschaften an der Rheinischen Friedrich-Wilhelms-Universität Bonn und der Friedrich-Wilhelms-Universität zu Berlin. 1826 wurde er Mitglied des Corps Guestphalia Bonn. Nach dem Studium diente er als Einjährig-Freiwilliger. Später wurde er Landwehr-Capitain. Das Gerichtsreferendariat absolvierte er in Aachen. Von 1834 bis 1879 war er Friedensrichter in Uerdingen. 1879 zum Amtsrichter ernannt, trat er 1881 in den Ruhestand.
Nücker war Mitglied des Preußischen Abgeordnetenhauses, von 1850 bis 1852 als Abgeordneter des Wahlkreises Düsseldorf 5 in der Fraktion der Linken, 1862 als Abgeordneter des Wahlkreises Düsseldorf 6 in der Fraktion von Vincke und von 1862 bis 1870 als Abgeordneter des Wahlkreises Düsseldorf 12 (Neuss, Grevenbroich, Krefeld ohne Stadtkreis Krefeld) in der Fraktion des Linken Centrums. Er erhielt den Charakter als Justizrat.